# Ryżowiaczek wyżynny
Ryżowiaczek wyżynny (Microryzomys altissimus) – gatunek ssaka z podrodziny bawełniaków (Sigmodontinae) w obrębie rodziny chomikowatych (Cricetidae), występujący w północno-zachodniej Ameryce Południowej.

## Zasięg występowania
Ryżowiaczek wyżynny występuje w środkowych Andach w Kolumbii oraz w zachodnich i wschodnich Andach w Ekwadorze i północnym Peru.

## Taksonomia
Gatunek po raz pierwszy zgodnie z zasadami nazewnictwa binominalnego opisał w 1933 roku amerykański teriolog Wilfred Hudson Osgood nadając mu nazwę Oryzomys (Microryzomys) minutus altissimus. Holotyp pochodził z La Quinua, w górach na północ od Cerro de Pasco, na wysokości 11 600 ft (3536 m), w Pasco, Peru.
Dawniej był uznawany za podgatunek M. minutus. Wyróżniane były dwa podgatunki, jednak badania szerokiej próby okazów nie dały podstaw do ich jednoznacznego opisania. Podejrzewa się, że kolumbijska populacja może być odrębnym gatunkiem. Autorzy Illustrated Checklist of the Mammals of the World uznają ten takson za gatunek monotypowy.

### Etymologia
- Microryzomys: gr. μικρος mikros „mały”[10]; rodzaj Oryzomys S.F. Baird, 1857 (ryżniak).
- altissimus: łac. altissimus „najwyższy”, forma wyższa od altus „wysoki”, od alere „wspierać”[11].

## Morfologia
Jest to mały gryzoń. Długość ciała (bez ogona) 62–99 mm, długość ogona 104–131 mm, długość ucha 12–16 mm, długość tylnej stopy 17–25 mm; masa ciała 10–24 g. Ma krótszy ogon i węższe tylne stopy niż pokrewny ryżowiaczek leśny. Futro grzbietu ma ochrowo-płowy kolor, głowa jest szarawa, spód ciała ma szaropłowy kolor, zazwyczaj z wyraźnym rozgraniczeniem między wierzchem i spodem ciała. Ogólnie zazwyczaj jest bledszy niż ryżowiaczek leśny. Ogon jednolicie ciemnobrązowy od wierzchu i zazwyczaj pozbawiony pigmentacji po stronie spodniej (rzadziej z ciemną lub cętkowaną końcówką), wyraźnie dwubarwny na całej długości. Dłonie i stopy z wierzchu są białawe, podczas gdy u ryżowiaczka leśnego raczej brązowawe. Większość okazów ma płoworudą plamkę za uszami.

## Ekologia
Ryżowiaczek wyżynny występuje głównie na wysokości od 2500 do 4000 m n.p.m. Żyje w piętrze subalpejskim i w formacji paramo. Niewiele wiadomo o jego zachowaniach i trybie życia.

## Populacja
Ryżowiaczek wyżynny może być lokalnie liczny. Występuje w wielu obszarach chronionych w południowej części zasięgu, ale tylko w jednym w części północnej. Głównymi zagrożeniami są dla niego wylesianie i rolnictwo na obszarze paramo. Międzynarodowa Unia Ochrony Przyrody uznaje go za gatunek najmniejszej troski.